# عمير بن إسحاق
عمير بن إسحاق تابعي وأحد رواة الحديث النبوي ، كان من أهل المدينة المنورة فتحول إلى البصرة فنزلها ، وروى عنه البصريون بن عون وغيره ولم يروي عنه أحد من أهل المدينة المنورة شيئا ، وقد روى عمير بن إسحاق عن أبو هريرة وغيره من الصحابة ، أخبر روح بن عبادة قال حدثنا بن عون عن عمير بن إسحاق قال كان من أدركت من أصحاب النبي صلى الله عليه وسلم أكثر ممن سبقني فما رأيت قوما أهون سيرة ولا أقل تشديدا منهم.

## الجرح والتعديل
قال أبو أحمد بن عدي الجرجاني:	لا أعلم يروي عنه غير ابن عون وهو ممن يكتب حديثه، وله من الحديث شيء يسير،	وقال أبو الفرج بن الجوزي:	ضعيف، وقال أبو جعفر العقيلي:	ذكره له حديثا لا يتابع عليه ولا يعرف إلا به، ومرة: ضعيف،	وقال أحمد بن شعيب النسائي:	ليس به بأس، وقال	ابن حجر العسقلاني:	مقبول، ونقل قول يحيى بن معين في المطالب العالية.